# Mercedes-Benz O302
Mercedes-Benz O302 — серія міжміських, приміських і міських автобусів Mercedes-Benz, а також автобусне шасі, на якому будували свої автобуси інші виробники. Серійне виробництво автобусів тривало з 1965 по 1974 рік.

## Історія
Mercedes-Benz O302 був випущений в травні 1965 року для заміни моделі O321. Він був виготовлений на заводі Mercedes-Benz в Мангеймі. Його корпус був виконаний в стилі Баугауз. O302 продавався як шасі та інтегральний автобус.
Більше 32 000 моделей O302 були побудовані за одинадцятирічний період (з 1965 по 1974 рік), але згодом на зміну серії O302 прийшла серія O303. Компанія Otomarsan пустила у виробництво модель O302T, за основу якої були взяті моделі O305 і O302. Найбільш привабливою відмінністю є коробчасте шасі і більш потужний двигун. Для перевезення спортивних команд на Чемпіонат світу з футболу 1974 року автобуси фарбували у відповідні кольори команд.